# Matériau réfractaire
Ne doit pas être confondu avec Substance réfractaire.
Pour les articles homonymes, voir matériau (homonymie).

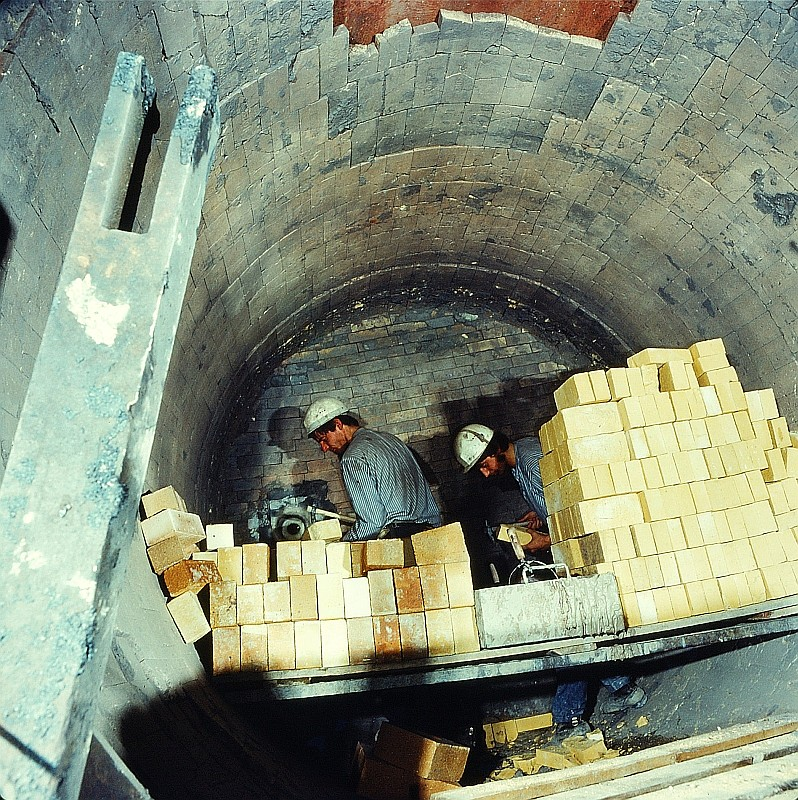
Restauration de l'habillage intérieur d'un four en briques réfractaires.

Un matériau réfractaire est un matériau qui a une forte résistance à un facteur (physique, chimique, biologique) susceptible de le dégrader, le plus souvent la chaleur. Par exemple, un four à bois peut être fait de briques réfractaires.

## Terminologie
Réfractaire est un terme français recensé en 1539 par Robert Estienne, dans son Dictionnarium latino-gallicum. Il provient du latin d’église refractarius, querelleur et signifie indocile. La racine latine est portée par le verbe refringere dont le premier sens est briser, abattre une cloison, le second sens est déjà relatif à la déviation des rayons lumineux entrant dans l’eau ou dans une substance vitreuse. D’autres acceptions variées portent sur l’insoumission à la loi commune ou la résistance à une imposition tyrannique en imposant une autre loi.
La réfraction ou réfringence lumineuse est une bonne illustration. La déviation du faisceau lumineux selon les lois de Snell-Descartes obéit à une contrainte des milieux physiques ou des phases traversés. Le milieu ou la phase est caractérisé par un indice de réfraction n dont la valeur est corrélée à la vitesse de propagation de la lumière dans le milieu. Au passage de l’interface, une loi s’est substituée à une autre, dévoilant une brisure ou une séparation de phase pour la propriété physique. Une part du rayonnement est réfléchi. Cette réflexion, au sens du bas-latin reflexio, retour en arrière, suit aussi une loi géométrique précise : le faisceau reste dans le plan et les mesures de l'angle d'incidence et d'éloignement avec la normale à la surface touchée sont identiques.
Cette modélisation bien connue de la science naissante du XVIIe siècle semble avoir été adaptée à tous les types de flux alors plus ou moins mystérieux (rayonnement, son, chaleur, etc.) traversant ou repoussé par les corps.
En 1762, le terme réfractaire a été appliqué à des matériaux résistants à la pénétration du flux calorique, c'est-à-dire à de hautes températures. Comme la vieille théorie calorique a longtemps été préservée, le vieux vocabulaire associé s'est maintenu et parfois a perduré dans les techniques modernes. Ainsi, en 1804, apparaît le réflecteur en céramique blanche, placé dans le renflement intérieur de nouvelles cheminées anglaises et améliorant le rendement par rayonnement.
Le renouvellement des conceptions sur la chaleur, en particulier l'équivalence avec l'énergie démontré par Mayer et Joule, vers 1845, n'a pas modifié les terminologies techniques, mis à part les termes en usage de  calorimétrie comme la capacité calorifique, d'autant plus que la notion de température n'a été comprise que par des approches statistiques dites de statistique de Maxwell-Boltzmann. La réfraction thermique suppose que le gradient de température ou d’agitation moléculaire obéisse à des lois différentes au cœur du matériau selon la nature du corps, nécessairement solide si l’échauffement est important en surface.

## Histoire
Les premières études des matériaux réfractaires doivent beaucoup aux fondeurs et aux spécialistes des arts céramiques, en particulier les faïenciers et fabricants de porcelaine. Au temps de l'acier conquérant et de la brique, culminant en 1880, la définition de la haute température définit le matériau réfractaire, qui résiste à 1 000 °C. Elle est plutôt de l'ordre de 1 200 °C pour les céramistes en 1900 et les moyens de mesure et la puissance des fours ne cessent de progresser. Mais les laboratoires scientifiques prennent la relève. En 1897, le four à arc électrique d'Henri Moissan atteint 2 000 °C. Herman Nernst, en plaçant en 1903 un élément chauffant en matière réfractaire dans un four électrique, pulvérise le record. En 1905, Moissan volatilise du graphite à 3 000 °C. En 1920, la limite dépasse 1 400 °C. Vers 1950, la haute température débute vers 1 500 °C. En 1980, le monde de la physico-chimie des hautes températures s'accorde au moins à 1 800 °C, voire aujourd'hui plus de 2 000 °C, température au-delà de laquelle les échanges par rayonnement deviennent prépondérants.
Outre la métallurgie et la sidérurgie, l'industrie des verres et des ciments, les industries mécaniques et la fabrication des matériaux réfractaires pour moteurs et fours sortent transformées de cette évolution séculaire. L'étude des combustions et des processus géochimiques peut aussi commencer avec de bons outils.

## Définitions
La définition américaine des « refractories », proche de la norme ASTM C71, décrit des matériaux concrets, résistant bien à la chaleur et pouvant être utilisés pour des applications de chauffe ou de service au-delà de 538 °C (1 000 °F). Ils constituent une barrière, un bouclier, un mur de protection ou une enceinte thermique pour les fours, fourneaux, réacteurs, revêtant les parois au sein des chambres de combustion et de toutes sortes d'unités de procédé thermique.
La caractéristique fondamentale d'un bloc ou d'un assemblage est la possibilité de garder enclos ou de préserver l'expansion d'un milieu confine, formé de corps et de substances à hautes températures. Une modélisation locale le décrit plus efficacement sous la forme d'une paroi isolante vis-à-vis d'un second milieu, dit « extérieur », dans le cas d'un four. Les matériaux réfractaires choisis doivent résister aux contraintes thermiques et aux phénomènes physiques induits par les échanges de chaleur et les variations de températures locales, comme ils doivent nécessairement conserver une tenue physique, une cohésion mécanique, ne pas être trop facilement altérés par la corrosion ou rongés par les agents chimiques des phases physiques susceptibles d'être à son contact.
Même si on en exclut à priori les métaux, la première définition ci-dessus englobe une gamme très étendue de matériaux réfractaires : ils sont très dissemblables par leurs usages, parfois restreints entre certaines plages de températures, soumis à des durées d'exposition variables, à des refroidissements ou des chauffes brutales dans des milieux physiques spécifiques. En conséquence, il ne faut pas ignorer tout une foule de spécialistes de divers matériaux réfractaires : chercheurs, ingénieurs, scientifiques, techniciens et personnel qualifié d'usine.
C'est donc constamment pour des usages spécifiques que les matériaux réfractaires sont fabriqués à partir d'ingrédients synthétiques ou naturels. On peut citer les produits minéraux : alumines, argiles réfractaires, mullites, bauxites, chromites, dolomie, magnésie, ainsi que carbure de silicium en absence d'oxygène et zircone résistants à très hautes températures, etc.
L'inventaire de production des matériaux réfractaires américains recense plus de 5 000 noms génériques. Ils correspondent à une immense variété de types de fabrication industrielle, géométries, formes, assemblages, accessoires et ustensiles pour s'adapter à un grand nombre d'applications techniques.
Les manuels anglo-saxons retiennent souvent deux catégories :
- les briques et formes encastrables élémentaires, moulées et cuites ;
- les réfractaires techniques d'une pièce, parfois en gros blocs, et les spécialités qui incluent des revêtements protecteurs, sous forme de couches de matériaux céramiques ou plastiques, initialement dispersés à l'état solide ou fondu, badigeonnés, tassés ou damés, projetés sur un support adhérent[4].

Dans le premier cas, la référence porte sur la construction d'un four de céramiste en brique. Mais la variété des éléments formant l'assemblage est très vaste. Leur masse peut être lilliputienne ou supérieure à plusieurs tonnes, comme la fusion des blocs de coulée. La construction de la structure, aux parois plus ou moins étanches, sujettes à des expositions à hautes températures, peut être simple ou sophistiquée, quasi-gratuite ou terriblement coûteuse. Ainsi, la conception du bouclier de briques réfractaires de la navette spatiale a longtemps plombé les finances de la NASA, avant de faire sombrer par ses défaillances renouvelées le programme entier de la navette spatiale.
Dans l'industrie la plus commune, on retrouve la fabrication d'appareils et la construction d'installations, soumis à des sollicitations thermiques élevées : chaudières, fours, centrale de chauffe ou incinérateurs, mais aussi cornues et alambics, creusets, fours à céramiques ou de cimenterie, poches de coulée en fonderie, évaporateurs, installations de purification des métaux non ferreux, etc.
Et suivant les cas spécifiques énumérés, les matériaux réfractaires doivent, en plus d'encaisser les chocs thermiques et ses impacts physiques, affirmer diverses résistances :
- aux attaques chimiques. Il peut aussi se produire une altération par des réactions chimiques lentes, catalysées brusquement par des impuretés. La présence de sites acides ou basiques en surface ou accessibles par des conduits poreux transforme le matériau réfractaire en surface de catalyse, potentiellement réactive[5]. L'inertie chimique idéale n'existe que dans la théorie livresque ;
- aux projections, aux impacts mécaniques de grains ou de particules arrachés, ainsi qu'à l'érosion lente de liquides divers tels que les métaux et alliages fondus, les verres fluides, la fonte en fusion.

L'univers de la technique est par essence composite, regroupé par spécialités qui s'ignorent en partie si ce n'est par un canal technologique souvent imposé par les besoins d'instruction et d'éducation. Il reste alors à retenir la définition prudemment issue d'un univers. Pour l'exemple céramique : 
 
Un matériau réfractaire résiste, sans se ramollir, à une exposition à la chaleur, dans un milieu à hautes températures, nécessaire aux travaux de métallurgie et de verrerie. Les réfractaires peuvent être argileux, siliceux, alumineux ou basiques, se présenter sous la forme de briques, de creusets, de pots, de cornues.
Si la seconde définition, simple et spécialisée, a le mérite de renvoyer à la définition des hautes températures tout en cernant un minimum d'applications, le monde scolastique propose actuellement une définition générale centrée sur un corps solide : il peut supporter des températures très élevés sans subir de transformations notables. Ces dernières transformations peuvent être caractérisées par des mesures : le point de fusion du solide supérieur à 1 580 °C, la déformation limité pour ne pas causer une déstructuration, en conséquence on insiste sur le très faible coefficient de dilatation thermique, l'altération suffisamment faible pour garantir une durée d'usage convenable, ce qui implique une résistance mécanique aux hautes températures et à des milieux corrosifs etc. L'uniformité qualitative du produit réfractaire est déterminée grâce à des mesures mécaniques, telles que la résistance à la compression, à des indices de porosité.
L'industrie aéronautique et la technologie des missiles et des fusées ont orienté, au-delà de la capacité de résistance aux sollicitations des hautes températures, la fabrication des matériaux réfractaires vers un accroissement de la dureté et de la légèreté, ainsi que de la résistance mécanique et de la durée des structures assemblés. On conçoit facilement que l'avancée des applications aient pu produire avions furtifs et autres drones technologiques.

## Effet d’une source de chaleur
Les matériaux réfractaires les plus communs, par exemple une brique réfractaire, possèdent une forte inertie thermique. Exposés à une source de chaleur, ils chauffent relativement lentement, et une fois à température élevée, ils refroidissent avec lenteur.
Placée au contact d’une flamme ou d’un plasma, une plaque réfractaire permet aux parois des fours de contenir la source de chaleur, en particulier en restreignant l'expansion des zones à températures très élevées qui pourraient altérer tout ou partie des parois du four. Comme ces matériaux sont souvent de mauvais conducteurs de la chaleur, ils diminuent la déperdition calorique d’un système de chauffage ou assurent une appréciable isolation thermique.
Cette inertie thermique est caractérisée par un coefficient appelé « capacité thermique » : c’est l’énergie qu’il faut apporter à un matériau pour augmenter sa température relative d’un kelvin (1 K).
{\displaystyle Q=m\times C_{p}\times \Delta T}
avec :
- {\displaystyle Q} = chaleur évacuée en J ;
- {\displaystyle m} = masse du corps en kg ;
- {\displaystyle C_{p}} = capacité thermique massique à pression constante du corps, en J kg−1 K−1 ;
- {\displaystyle \Delta T} = différence de température entre le corps et le fluide, en K.

Un corps et une phase solide peuvent évacuer l’excès de chaleur :
- par la conduction thermique : transfert de la chaleur à travers le corps ;
- par la convection : échange de chaleur dû aux mouvements de fluide en surface du corps. Une des grandes caractéristiques internes des corps réfractaires est leur micro-porosité du moins en proximité de surface.

Coefficient global d’échange surfacique :
{\displaystyle P=Ks\cdot S\cdot \Delta T}
{\displaystyle Ks={\frac {P}{S\cdot \Delta T}}} ;
- par le rayonnement, en particulier d’ondes électromagnétiques, infrarouges à basse température, puis du spectre visible du corps noir. La part du rayonnement devient prépondérant au-delà de 2 000 °C.

Comment une phase d'un solide réfractaire peut-elle ne pas être altérée en présence d'un flux de chaleur intense ?
À l'échelle microscopique, le flux de chaleur peut être modélisé par son impact : il entraîne des vibrations plus ou moins cohérentes des structures ou réseaux moléculaires ou atomiques. Le seuil de perte de cohérence de la phase peut être atteint à une certaine échelle, mais n'entraîne pas de décohésion catastrophique globale. Tout se passe comme si la transition de phase de premier ordre (par exemple le point de fusion) était, tout en étant déplacée sur l'échelle de température, transmuée en transitions de phases secondaires, sous forme de réorganisations de structures plus ou moins réversibles, permettant d'emmagasiner l'énergie et aussi de la restituer.
En réalité, l'organisation initiale à basse température n'est pas complètement retrouvée : la plupart des surfaces d'exposition réfractaires s'altèrent irréversiblement et deviennent hypersensibles à des petits effets mécaniques.
Les corps ou phases solides qui, placés dans l'enceinte d'un four à résistance électrique banal chauffé au maximum, supportent d'être soumis à des points chauds de plus de 1 500 °C et préservent une stabilité thermique et mécanique, sans inconvénient de dilatation exagérée, de ramollissement, d’effritement ou d’évaporation-volatilisation communs aux hautes températures, sont appelés communément « réfractaires ». La plupart des scientifiques et techniciens considèrent cette définition des années 1950 périmée. Les réfractaires sont pour eux des corps solides au-delà de 1 800 °C, correspondant grosso modo à la température maximale de flamme de la combustion du gaz naturel et de l'air.

## Classification
G.V. Samsonov propose trois classes de matériaux réfractaires, prenant en compte les énergies de cohésion solide et la nature des liaisons chimiques sollicitées par la réfractarité :
- les composés intermétalliques et les métaux de transition ;
- les composés formés entre éléments métalloïdes, par exemple carbures, nitrures, sulfures, phosphures de bore (B4C, BN, B2S3, BP) ou de soufre, sans oublier le bore et le carbone élémentaires, le carbone étant la substance avec le plus haut point de fusion connu ;
- les composés d'un métal et d'un métalloïde. Ce peuvent être des borures, carbures, nitrures, oxydes, siliciures et sulfures d'un métal.

### Cas particuliers des oxydes
En extrayant toutefois de cette troisième catégorie les oxydes,la singularité des états énergétiques des oxydes d'alcalino-terreux en fait à haute température des composés iono-covalents.
Matériaux à base de silice, sous forme de fibre, ou tout matériau poreux (contenant de l’air emprisonné).
La magnésie (MgO) est utilisée comme matériau réfractaire dans les fours comme la chaux et l'alumine. Le zircon (ZrSiO4), la chromite (FeCr2O4) ou l’olivine ((MgFe)2SiO4) sont parfois utilisés comme éléments réfractaires pour des moules dans la fabrication par moulage.
Ce peut être aussi des combinaisons d’oxydes : kaolin (silice-alumine), argiles (silice-alumine-chaux), andalousite qu’on retrouve dans les céramiques, à commencer par les simples briques jusqu’aux faïences et porcelaines. D'autres combinaisons d’oxydes sont aussi réfractaires comme la chromite (oxyde chromique-oxyde de fer : FeCr2O4).

### Autres éléments réfractaires
Les métaux réfractaires sont, par exemple, le tantale, le niobium, le tungstène, le platine et d'autres platinoïdes.

### Matériaux carbonés stables à haute température
Une gamme de corps carbonés répondent à ces exigences : graphite, carbure, carborundum (SiC) préparé au four électrique.

## Autres définitions courantes
Un acier est dit « réfractaire » s’il est un acier inoxydable à haute teneur en chrome et molybdène, avec des traces de nickel et tungstène. Il conserve ainsi une bonne résistance à la température.